# Kerék-hegyi-üreg
A Kerék-hegyi-üreg barlangrom a Balaton-felvidéki Nemzeti Parkban, a Tihanyi-félszigeten.

## Leírás
Névkeveredés van mert a Kerék-hegyet többen a Cser-hegy részeként mutatták be, úgy térképen, mint írásban. E rombarlang a Kerék-hegy É-i előterében található. Hasonlóan közelíthető meg, mint a Kerék-hegyi-gejzírüreg, de ettől kb. 100 m-re DNy-ra, szigetszerű bozótosban van a lerombolt kúpja.
Halász Árpád helyét az Aranyháztól 200 m-re 135°-ra adta meg, a fenyves szélétől 300 m-re, de ez utóbbi a vegetáció azóta eltelt változása miatt nem meghatározó. Leírása szerint az üreg a kúp Ny-i oldalában volt, bejárata D felé nézett és mintegy 0,5 m széles nyílással 1 m körüli mélységben tartott befelé. Bejáratáról fényképet készített. Eszterhás István arra a meggyőződésre jutott, hogy a korábban szerény méretűnek leírt üreg nagyobb barlangnak a része volt, csak amíg a kúp ép volt, ez nem volt hozzáférhető.
A forráskúpból jelenleg csak néhány nagyobb, 2–2,5 m-es gejzirittömb maradt meg, ezekben viszont a hidrotermális oldásos fülkék jól látszanak. Jelentéktelenné vált barlangrom.
1983-ban volt először Kerék-hegyi-üregnek nevezve a barlangrom az irodalmában. Előfordul az üreg az irodalmában 2/4-barlang (Eszterhás 1984) néven is.

## Kutatástörténet
Halász Árpád írta le (1959, 1967) az üreget először. 1983-ban Eszterhás István azonosította a Halász Árpád által leírt üreget, annak helyét a szétrombolt forráskúpban. Az 1984-ben kiadott, Lista a Bakony barlangjairól című összeállításban Kerék-hegyi-üreg a 4463-as barlangkataszteri területen, a Tihanyi-félszigeten, Tihanyban lévő üreg neve, amelynek másik neve 2/4-barlang. A posztvulkánikus üreg be van omlasztva.
Az Eszterhás István által 1989-ben írt, Magyarország nemkarsztos barlangjainak listája című kéziratban az olvasható, hogy a Bakony hegységben, a 4463-as barlangkataszteri területen, Tihanyban létezett Kerék-hegyi-üreg gejziritben alakult ki. Az ismeretlen méretű barlang szét van bontva. A listában meg van említve az a Magyarországon, nem karsztkőzetben kialakult, létrehozott 220 objektum (203 barlang és 17 mesterséges üreg), amelyek 1989. év végéig váltak ismertté. Magyarországon 40 barlang keletkezett gejziritben. Az összeállítás szerint Kordos László 1984-ben kiadott barlanglistájában fel van sorolva 119 olyan barlang is, amelyek nem karsztkőzetben jöttek létre.
Az Eszterhás István által 1993-ban írt, Magyarország nemkarsztos barlangjainak lajstroma című kéziratban meg van említve, hogy a Bakony hegységben, a 4463-as barlangkataszteri területen, Tihanyban helyezkedett el a Kerék-hegyi-üreg. A gejziritben keletkezett barlang szét van bontva. Az összeállításban fel van sorolva az a Magyarországon, nem karsztkőzetben kialakult, létrehozott 520 objektum (478 barlang és 42 mesterséges üreg), amelyek 1993 végéig ismertté váltak. Magyarországon 40 barlang, illetve mesterségesen létrehozott, barlangnak nevezett üreg alakult ki, lett kialakítva gejziritben. A Bakony hegységben 123 barlang jött létre nem karsztkőzetben. A 2001. november 12-én készült, Magyarország nemkarsztos barlangjainak irodalomjegyzéke című kézirat barlangnévmutatójában szerepel a Kerék-hegyi-üreg. A barlangnévmutatóban fel van sorolva 8 irodalmi mű, amelyek foglalkoznak az üreggel.

## További irodalom
- Eszterhás István: A Tihanyi-félsziget barlangkatasztere. Kézirat, 1984. (A kézirat megtalálható a Magyar Karszt- és Barlangkutató Társulat Adattárában és a KvVM Barlang- és Földtani Osztályon.) (Néhány oldallal és fényképpel bővebb, mint az 1987-es nyomtatott változat.)
- Eszterhás István: A Bakony nemkarsztos barlangjainak genotipusai és kataszteri jegyzéke. Kézirat. Budapest, 1986. Szerződéses munka az Országos Környezet- és Természetvédelmi Hivatalnak.
- Halász Árpád: A tihanyi gejziritek barlangüregei. Kézirat. Balatonfüred, 1959. (A kézirat megtalálható Zákonyi Ferenc magánkönyvtárában.)
- Halász Árpád: Jelentés a Tihanyi-félsziget barlangjainak tanulmányozásáról. Kézirat, 1967. (A kézirat megtalálható a Magyar Karszt- és Barlangkutató Társulat Adattárában.)